# پل بوئرتین
پل بوئرتین (انگلیسی: Paul Boertien؛ زادهٔ ۲۰ ژانویهٔ ۱۹۷۹) بازیکن فوتبال اهل بریتانیا است.
از باشگاه‌هایی که در آن بازی کرده‌است می‌توان به باشگاه فوتبال دربی کانتی، باشگاه فوتبال برتون آلبیون، باشگاه فوتبال کرو آلکساندرا، باشگاه فوتبال نوتس کانتی، باشگاه فوتبال چسترفیلد، باشگاه فوتبال کارلایل یونایتد، و باشگاه فوتبال والسال اشاره کرد.